# Alstonia macrophylla
Alstonia macrophylla es un a especie de planta fanerógama perteneciente a la familia Apocynaceae. 

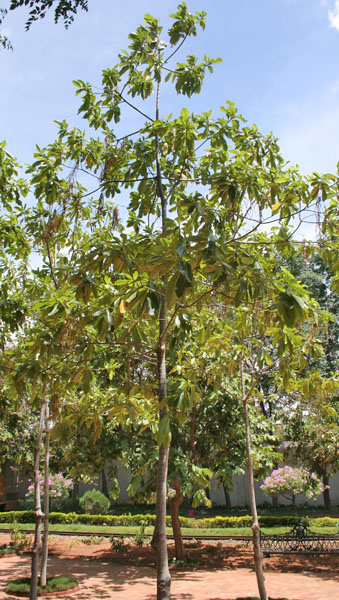
Vista de la planta

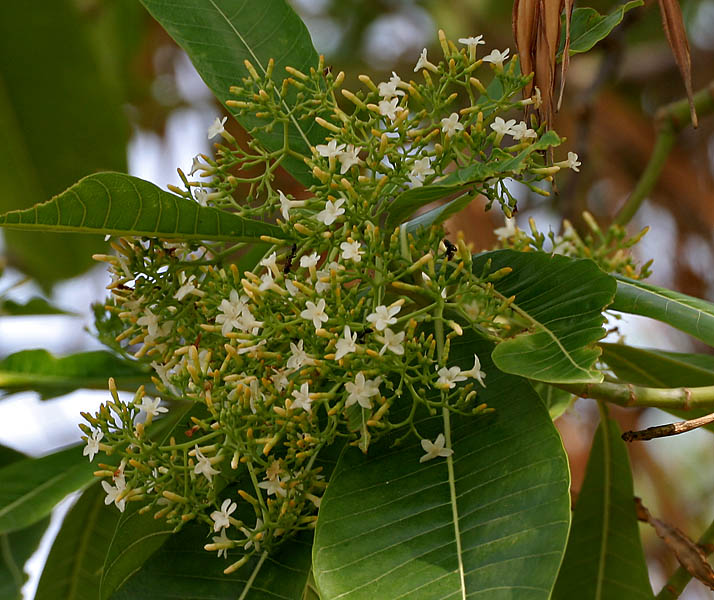
Flores

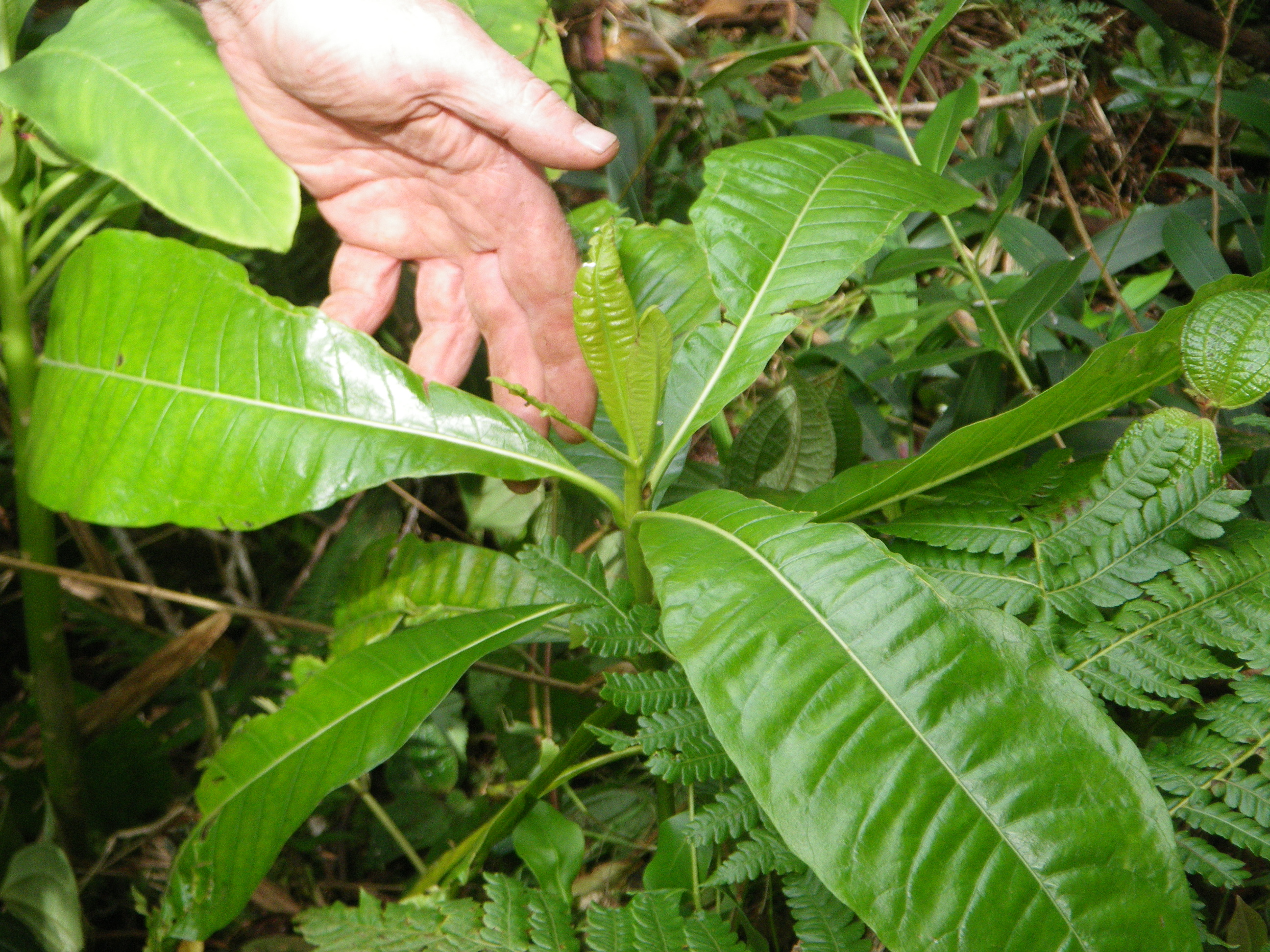
Hojas

## Distribución
Es originaria de Indonesia (Kalimantan y Sulawesi), Malasia, las Filipinas, Tailandia, y Vietnam. 

## Descripción
Alstonia macrophylla es un árbol con un tronco recto y alto y corona estrecha. Puede llegar a alcanzar hasta 30 metros de altura. El tronco y las ramas contienen un látex blanco. La corteza es lisa y de color gris claro. Las hojas están en verticilos de tres a cuatro, son simples, penni-veteadas, membranosas, y glabras por encima. Las láminas foliares son de 10 a 50 centímetros de largo, 5 a 15 cm de ancho, más ancho en o por encima de la mitad, y cuneadas en la base. Las flores son de unos 7 mm de diámetro, blancas, con el tubo de la corola estrecha, colocadas terminales en las ramitas. Las frutas son de unos 30 centímetros de largo, verdes y llenas de muchas pequeñas semillas peludas que se dispersan a lo largo y ancho por el viento. El duramen es de color amarillento, con un grano recto y superficialmente entrelazada con una textura moderadamente fina a gruesa.

## Hábitat
Crece en una amplia gama de hábitos. Áreas no alteradas y perturbadas desde el nivel del mar hasta los 2900 metros de altitud. Crece cerca de la costa detrás de los bosques de manglares y en bosques mixtos de dipterocarpáceas. Por lo general, crece en las crestas y laderas con arena para los suelos arcillosos. También crece en suelos calizos y ultrabásicos.

## Usos
La madera es de calidad superior a la de Alstonia scholaris y menos sensible al ataque de insectos perforadores. Se utiliza para la fabricación de vigas de techo, marcos, postes y juguetes. Al ser un árbol de crecimiento rápido que crece en una amplia gama de hábitats y de los suelos, se ha utilizado para la reforestación en Sri Lanka.

## Taxonomía
Alstonia macrophylla fue descrita por Wall. ex G.Don y publicado en A General History of the Dichlamydeous Plants 4: 87. 1837.
- Alstonia acuminata Miq.
- Alstonia batino Blanco.
- Alstonia brassii Monach.
- Alstonia costata Wall. ex Miq.
- Alstonia glabriflora Markgr.
- Alstonia oblongifolia Merr.
- Alstonia pangkorensis King & Gamble
- Alstonia paucinervia Merr.
- Alstonia subsessilis Miq.[6][7]